# Hyman Bass

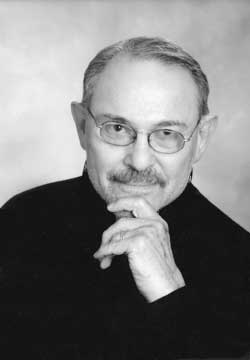
Hyman Bass

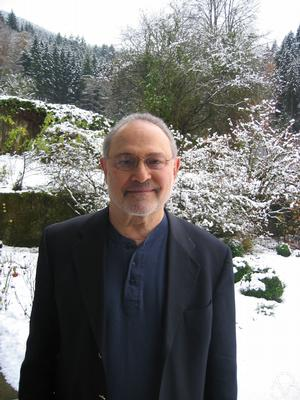
Hyman Bass (2007) in Oberwolfach

Hyman Bass (* 5. Oktober 1932 in Houston, Texas) ist ein US-amerikanischer Mathematiker, der sich mit Algebra, speziell algebraischer K-Theorie, Gruppentheorie, Zahlentheorie und algebraischer Geometrie sowie mit Mathematikpädagogik beschäftigt.

## Leben und Wirken
Hyman Bass wurde 1959 an der University of Chicago bei Irving Kaplansky promoviert (Global dimensions of Rings). Danach war er bis 1998 Professor an der Columbia University, wo er auch Chairman des Departments war. 1965 wurde er Sloan Research Fellow. 1965/66 war er am Institute for Advanced Study. Außerdem war er als Gastprofessor unter anderem am IHES, der École normale supérieure, dem Tata Institute of Fundamental Research, der University of Cambridge, der Universität Rom, dem Mittag-Leffler-Institut in Stockholm und in Berkeley. Seit 1999 ist er Roger Lyndon Collegiate Professor of Mathematics und Professor für Mathematikdidaktik an der University of Michigan, wobei er besonders mit Deborah Loewenberg Ball zusammenarbeitet.
Er arbeitete in kommutativer Algebra, war ein Pionier in algebraischer K-Theorie und beschäftigte sich mit dem „Congruence Subgroup Problem“ und in Zusammenhang damit Gruppenwirkungen auf Bäumen.
Er war Invited Speaker auf den ICM 1962 (Projective modules and vector bundles), 1966 (Whitehead groups and Grothendieck groups of group rings) und 1974 (Algebraic K-Theory: A historical survey). 1975 erhielt er den Colepreis in Algebra. Er ist seit 1981 Mitglied der American Academy of Arts and Sciences sowie Fellow der American Association for the Advancement of Science und seit 1982 Mitglied der National Academy of Sciences. Von 1970 bis 1982 war er Mitglied von Bourbaki.
Von 1993 bis 2000 war er Vorsitzender des Mathematical Science Education Board des National Research Councils der USA und des Committee for Education der American Mathematical Society (AMS). Bass ist Mitglied der AMS und war von 2001 bis 2002 als Nachfolger von Felix Browder auch deren Präsident. Von 1998 bis 2006 war er Präsident der International Commission on Mathematical Instruction (ICMI). Auf dem International Congress on Mathematical Education in Kopenhagen hielt er 2004 den Plenarvortrag. 2006 erhielt er die National Medal of Science.
Zu seinen Doktoranden zählt Tsit Yuen Lam.

## Schriften (Auswahl)

### Als Autor
Aufsätze
- mit Alexander Lubotzky: Nonarithmetic superrigid groups: counterexamples to Platonov’s conjecture. In: Annals of Mathematics. Serie 2, Band 151, Nr. 3, 2000, S. 1151–1173, doi:10.2307/121131.
- Covering theory for graphs of groups. In: Journal of Pure and Applied Algebra. Band 89, Nr. 1/2, 1993, S. 3–47, doi:10.1016/0022-4049(93)90085-8.
- The Ihara-Selberg zeta function of a tree lattice. In: International Journal of Mathematics. Band 3, Nr. 6, 1992, S. 717–797, doi:10.1142/S0129167X92000357.
- mit Ravi Kulkarni: Uniform tree lattices. In: Journal of the American Mathematical Society. Band 3, Nr. 4, 1990, S. 843–902, doi:10.1090/S0894-0347-1990-1065928-2.
- mit Edwin H. Connell, David Wright: The Jacobian conjecture: reduction of degree and formal expansion of the inverse. In: Bulletin of the American Mathematical Society. N.S. Band 7, Nr. 2, 1982, S. 287–330, doi:10.1090/S0273-0979-1982-15032-7.
- mit Edwin H. Connell, David L. Wright: Locally polynomial algebras are symmetric algebras. In: Inventiones Mathematicae. Band 38, Nr. 3, 1977, S. 279–299.
- Euler characteristics and characters of discrete groups. In: Inventiones Mathematicae. Band 35, 1976, S. 155–196.
- {\displaystyle L_{\text{3}}} of finite abelian groups. In: Annals of Mathematics. Serie 2, Band 99, Nr. 1, 1974, S. 118–153, doi:10.2307/1971015.
- The degree of polynomial growth of finitely generated nilpotent groups. In: Proceedings of the London Mathematical Society. Serie 3, Band 25, Nr. 4, 1972, S. 603–614, doi:10.1112/plms/s3-25.4.603.
- mit John Milnor, Jean-Pierre Serre: Solution of the congruence subgroup problem for {\displaystyle SL_{\text{n}}(n\geq 3)} and {\displaystyle Sp_{\text{2n}}(n\geq 2)}. In: Institut des Hautes Etudes Scientifiques. Publications Mathématiques. Band 33, 1967, S. 59–137, (online).
- mit M. Pamavan Murthy: Grothendieck groups and Picard groups of abelian group rings. In: Annals of Mathematics. Serie 2, Band 86, Nr. 1, 1967, S. 16–73, doi:10.2307/1970360.
- K-theory and stable algebra. In: Institut des Hautes Etudes Scientifiques. Publications Mathématiques. Band 22, 1964, S. 5–60, (online).
- Projective modules over algebras. In: Annals of Mathematics. Serie 2, Band 73, Nr. 3, 1961, S. 532–542, doi:10.2307/1970315.

Monographien
- Algebraic K-Theory (= Mathematics Lecture Notes Series. (11)). Benjamin Books, New York NY u. a. 1968.
- Introduction to some methods of algebraic {\displaystyle K}-theory (= Regional Conference Series in Mathematics. 20). American Mathematical Society, Providence RI 1979, ISBN 0-8218-1670-5.
- mit Alexander Lubotzky: Tree lattices (= Progress in Mathematics. 76). With appendices by Bass, Lisa Carbone, Alexander Lubotzky, Gabriel Rosenberg and Jacques Tits. Birkhäuser, Boston MA u. a. 2001, ISBN 0-8176-4120-3.

### Als Herausgeber
- mit Nguyen Van Chau, Stefan Maubach: Polynomial automorphisms and related topics. Lecture notes of the International School and Workshop, ICPA2006, october 2006, Institute of mathematics, Hanoi, Vietnam. Publishing House for Science and Technology, Hanoi 2007.